# Ossingen
Ossingen (toponimo tedesco) è un comune svizzero di 1 456 abitanti del Canton Zurigo, nel distretto di Andelfingen.

## Monumenti e luoghi d'interesse

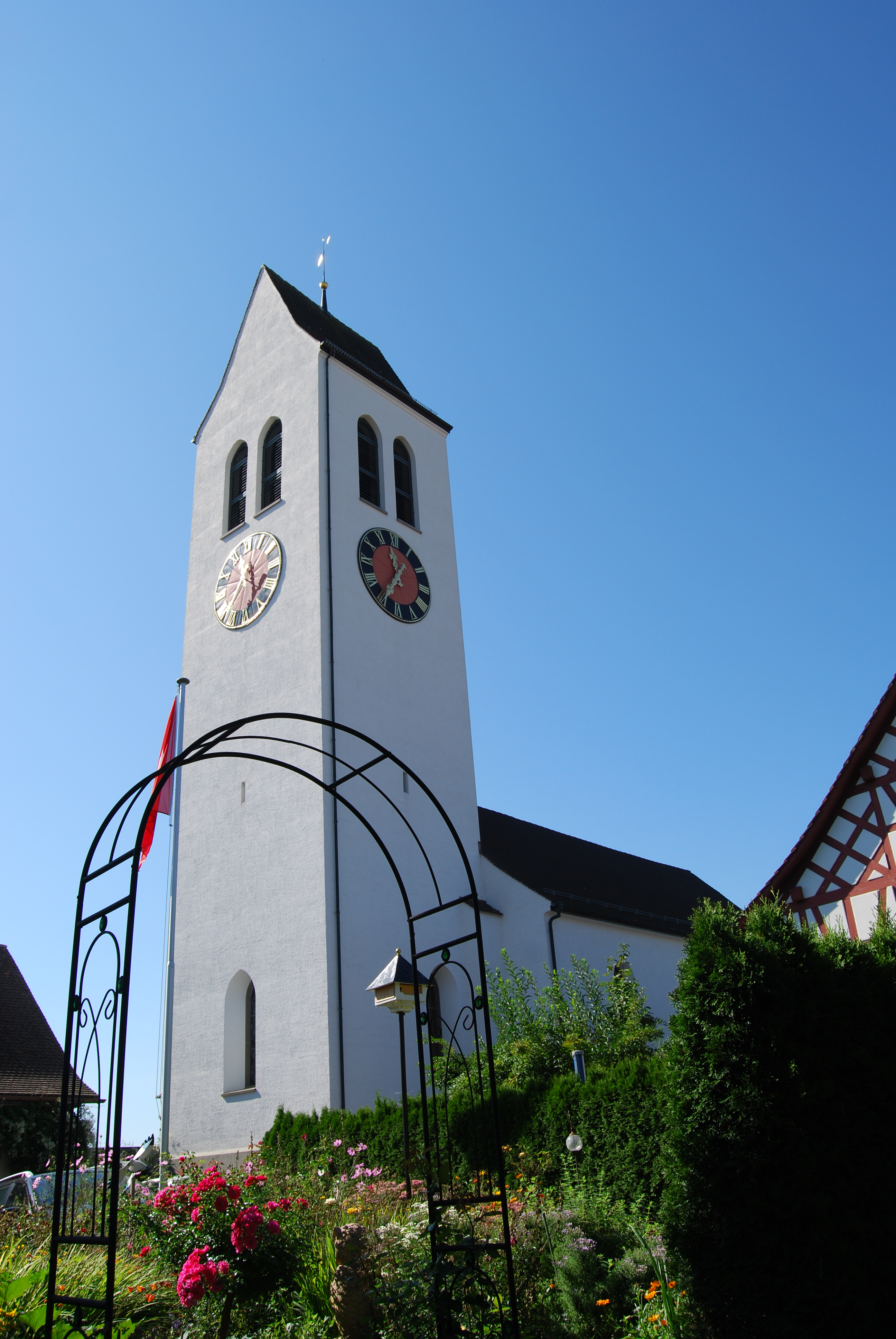
La chiesa riformata di San Gallo

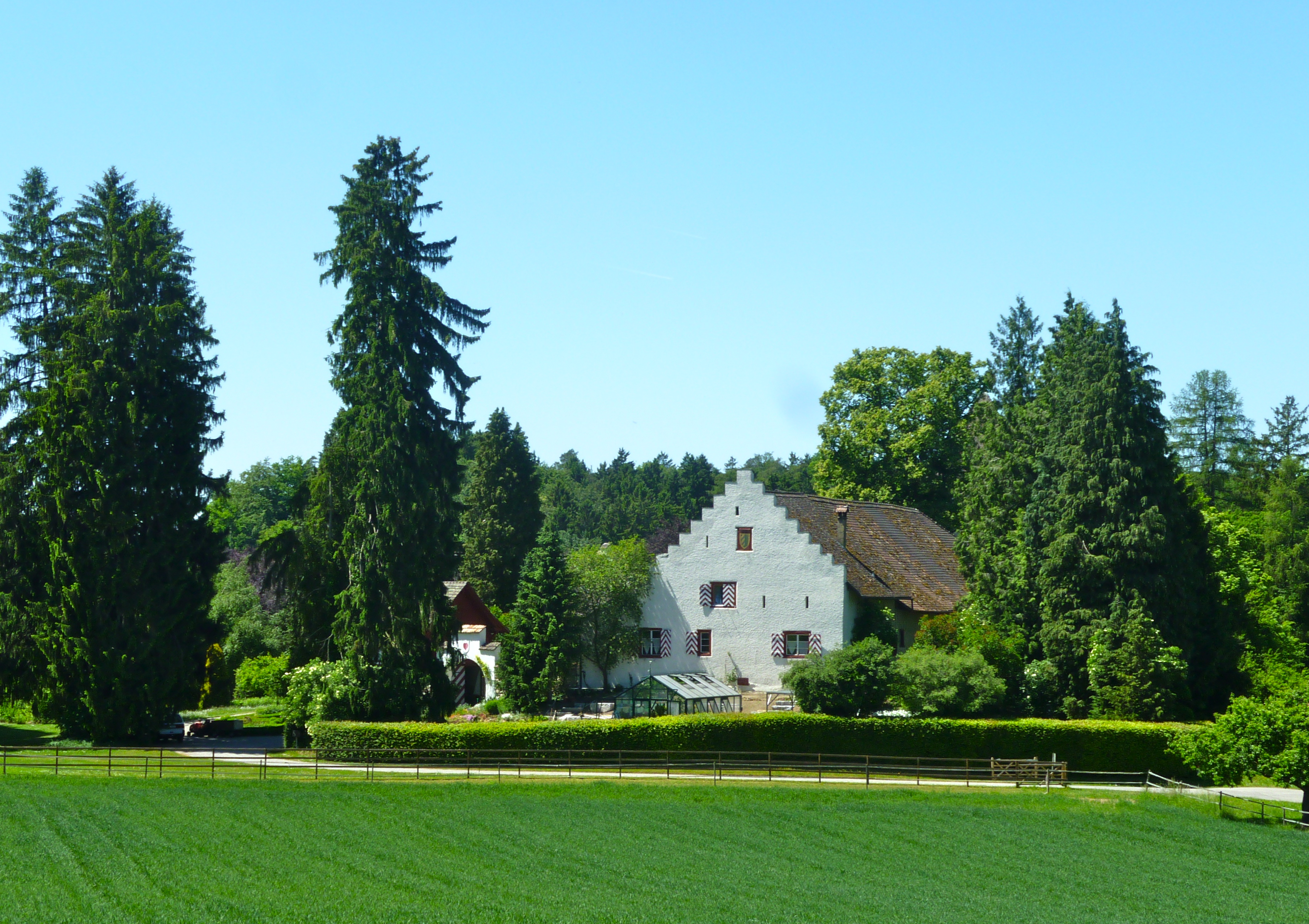
Il castello di Widen

- Chiesa riformata di San Gallo, ricostruita nel 1651[1];
- Castello di Widen, attestato dal 1243 e ricostruito nel 1944[2].

## Società

### Evoluzione demografica
L'evoluzione demografica è riportata nella seguente tabella:
Abitanti censiti

## Infrastrutture e trasporti

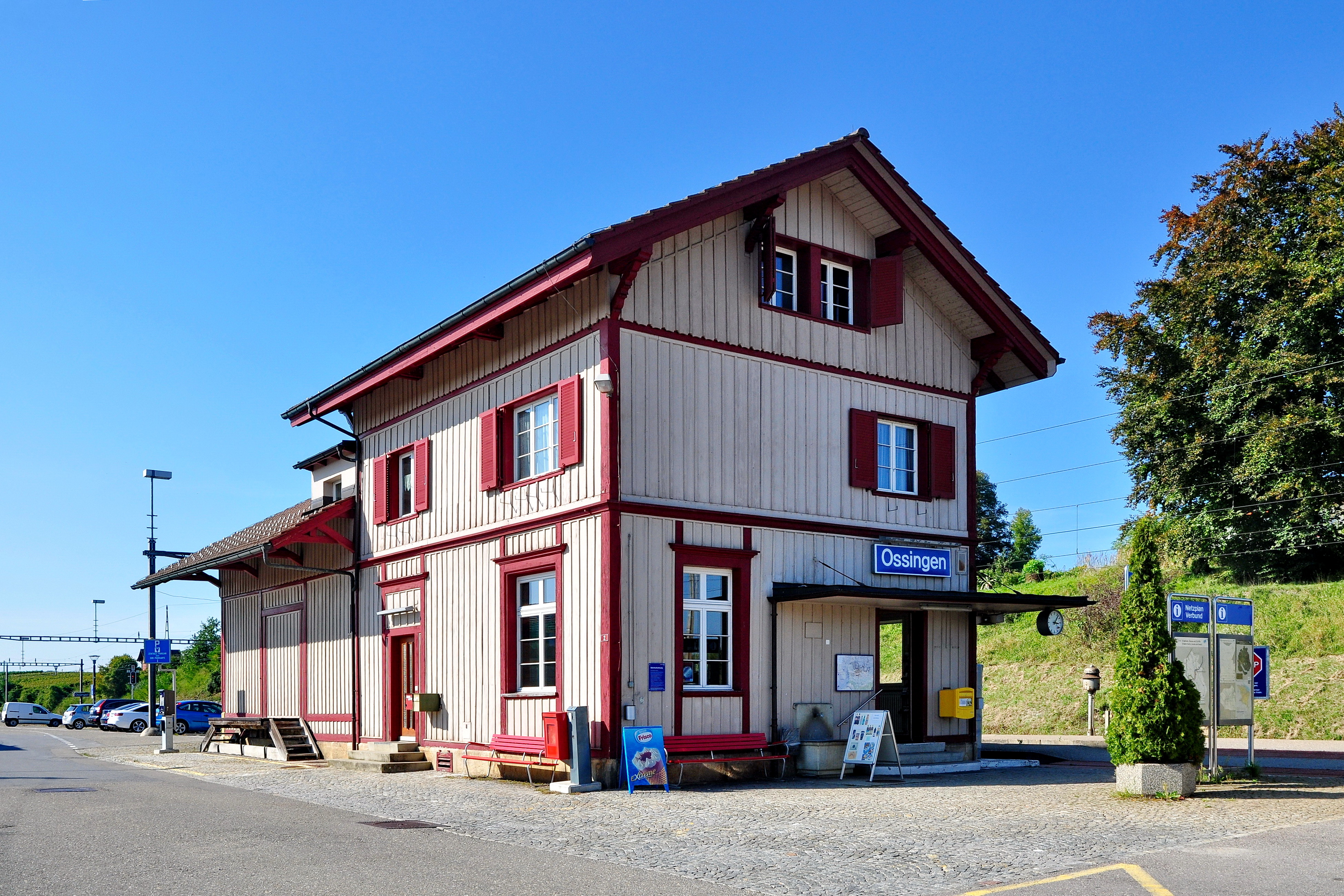
La stazione di Ossingen

Ossingen è servito dall'omonima stazione sulla ferrovia Winterthur-Etzwilen.

## Amministrazione
Ogni famiglia originaria del luogo fa parte del cosiddetto comune patriziale e ha la responsabilità della manutenzione di ogni bene ricadente all'interno dei confini del comune.